# Chicago Marathon 1991
De Chicago Marathon 1991 werd gelopen op zondag 27 oktober 1991. Het was de 14e editie van de Chicago Marathon. De Braziliaan Joseildo Rocha kwam als eerste over de finish in 2:14.33. De Zweedse Midde Hamrin-Senorski won de wedstrijd bij de vrouwen met een tijd van 2:36.15. Zowel de eerste man als de eerste vrouw wonnen $ 7500 aan prijzengeld. In totaal finishten er 5908 marathonlopers bij deze wedstrijd.

## Uitslagen

### Mannen
| rang   | naam              | land | tijd    |
| ------ | ----------------- | ---- | ------- |
| Goud   | Joseildo Rocha    | BRA  | 2:14.33 |
| Zilver | Roy Dooney        | IRL  | 2:14.39 |
| Brons  | Jose Santana      | BRA  | 2:15.06 |
| 4      | David Mora        | USA  | 2:15.44 |
| 5      | Valmir DeCarvalho | BRA  | 2:16.22 |
| 6      | Cholon Kim        | KOR  | 2:17.00 |
| 7      | Thomas O’Gara     | IRL  | 2:18.27 |
| 8      | David O’Keefe     | USA  | 2:18.30 |
| 9      | Tommy Ekblom      | FIN  | 2:19.13 |
| 10     | Greg Meyer        | USA  | 2:19.27 |

### Vrouwen
| rang   | naam                  | land | tijd    |
| ------ | --------------------- | ---- | ------- |
| Goud   | Midde Hamrin-Senorski | SWE  | 2:36.21 |
| Zilver | Kirsi Rauta           | FIN  | 2:38.21 |
| Brons  | Silvana Pereira       | BRA  | 2:40.10 |
| 4      | Ursala Noctor         | IRL  | 2:41.21 |
| 5      | Kirsi Valasti         | FIN  | 2:41.45 |
| 6      | Monica Signahl        | SWE  | 2:42.36 |
| 7      | Patricia Griffin      | IRL  | 2:42.45 |
| 8      | Mary Pastillo         | USA  | 2:43.45 |
| 9      | Carina Leutner        | AUT  | 2:46.12 |
| 10     | Betsy Frick           | USA  | 2:50.26 |

1977 ·
1978 ·
1979 ·
1980 ·
1981 ·
1982 ·
1983 ·
1984 ·
1985 ·
1986 ·
1987 ·
1988 ·
1989 ·
1990 ·
1991 ·
1992 ·
1993 ·
1994 ·
1995 ·
1996 ·
1997 ·
1998 ·
1999 ·
2000 ·
2001 ·
2002 ·
2003 ·
2004 ·
2005 ·
2006 ·
2007 ·
2008 ·
2009 ·
2010 ·
2011 ·
2012 ·
2013 · 
2014 · 
2015 · 
2016 · 
2017 · 
2018 · 
2019 · 
2021 · 
2022 · 
2023